# سیارک ۱۲۸۵۹
سیارک ۱۲۸۵۹ (به انگلیسی: 12859 Marlamoore، نامگذاری:1998KK1) دوازده هزار و هشتصد و پنجاه و نهمین سیارک کشف شده‌است که در ۱۸ مه ۱۹۹۸ کشف شد.
قدر مطلق سیارک برابر ۱۵.۵ است.